# Michael Bürsch

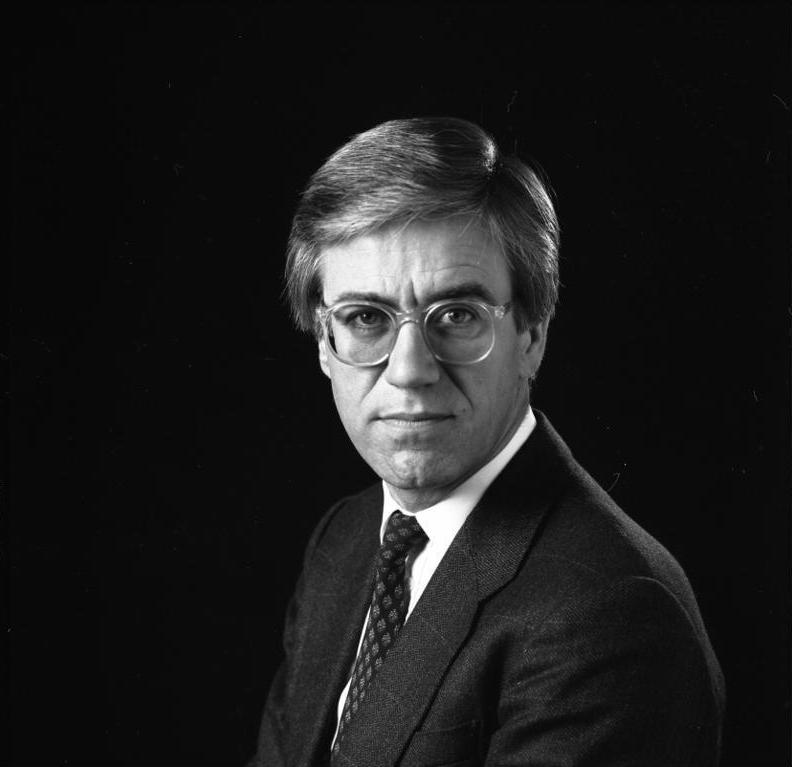
Michael Bürsch, 1985

Michael Peter Karsten Bürsch (* 3. Juni 1942 in Stettin; † 9. Dezember 2012 in Berlin) war ein deutscher Politiker (SPD).

## Leben und Beruf
Nach dem Abitur im Jahr 1961 in Kiel absolvierte Bürsch ein Studium der Rechtswissenschaft an der Christian-Albrechts-Universität Kiel, welches er 1967 mit dem ersten juristischen Staatsexamen beendete. Anschließend nahm er an einem Postgraduierten-Programm in den USA teil und leistete danach in den Jahren 1970 bis 1973 das Referendariat ab, das er mit dem zweiten Staatsexamen abschloss. Im Jahr 1971 erfolgte seine Promotion zum Dr. jur. an der Universität Kiel mit der Arbeit „Kleinstaatliche Verfassung zwischen Vormärz und Reaktion – Studien zur Entstehung der waldeckisch-pyrmontischen Verfassungsurkunden von 1849 und 1852“. Nach Ende des Referendariats war er zunächst wissenschaftlicher Mitarbeiter an der Universität Kiel und wechselte 1975 in die Ministerialverwaltung des Bundes. Von 1984 bis 1989 arbeitete er dann für den ehemaligen Bundeskanzler Helmut Schmidt.
In den Jahren 1993 bis 1997 war Bürsch als freiberuflicher Unternehmens- und Verwaltungsberater für Beratungsprojekte im Öffentlichen Dienst tätig.
Michael Bürsch war verheiratet und hatte einen Sohn. Seine letzte Ruhestätte erhielt er auf dem Dorotheenstädtischen Friedhof.
Nach seiner Tätigkeit als Bundestagsabgeordneter gründete er das Centrum für Corporate Citizenship Deutschland (CCCD).

## Abgeordneter

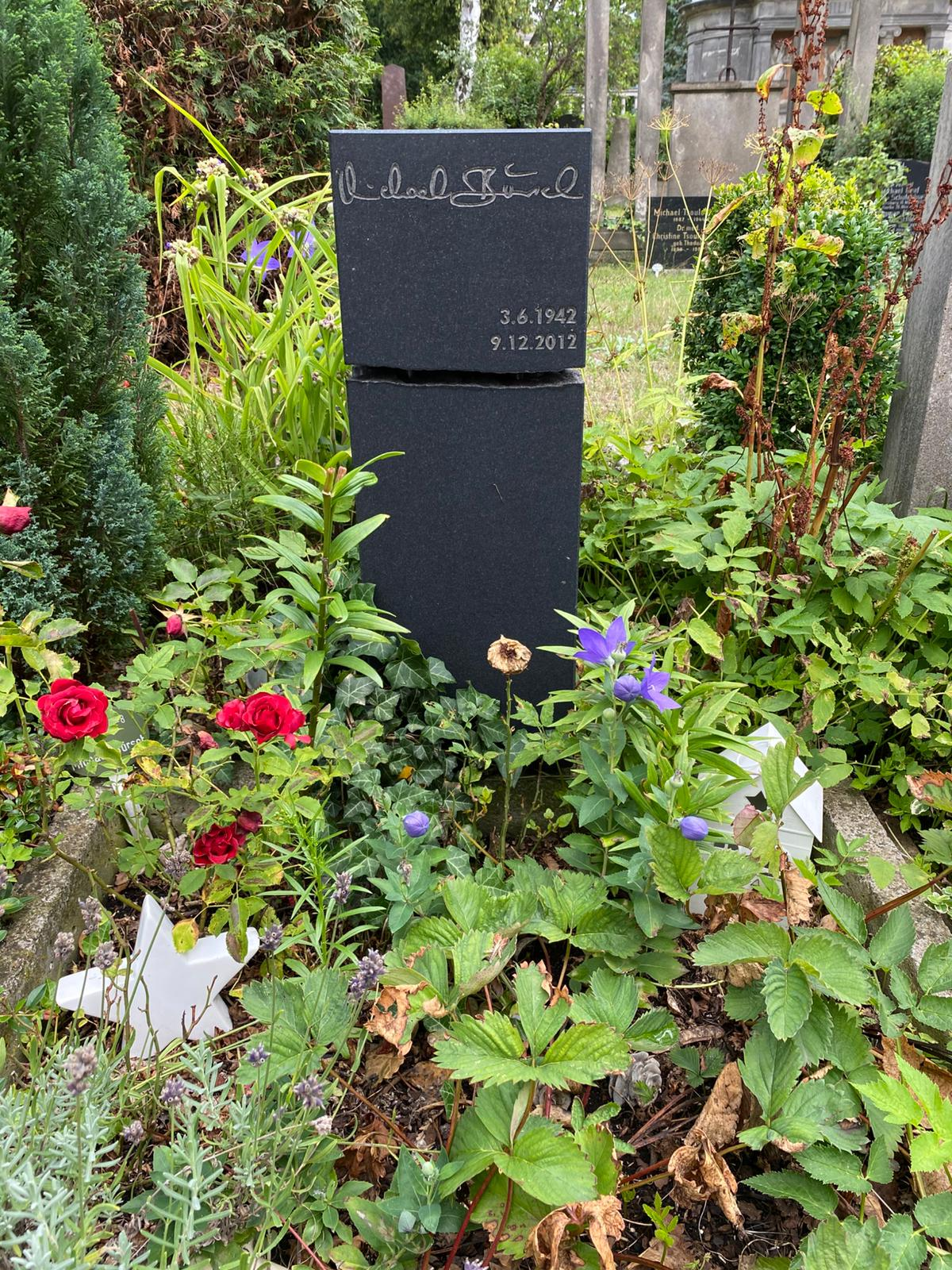
Grabstätte auf dem Dorotheenstädtischen Friedhof

Am 17. Juni 1997 rückte Bürsch für den ausgeschiedenen Abgeordneten Norbert Gansel in den Bundestag nach. Von 1997 bis 2009 war er Mitglied des Deutschen Bundestages. Hier war er von 1998 bis 2002 Vorsitzender der Enquête-Kommission Zukunft des Bürgerschaftlichen Engagements und von 2002 bis 2009 des Unterausschusses Bürgerschaftliches Engagement.
Von 2003 bis 2009 war Bürsch Sprecher der Arbeitsgruppe Öffentlich Private Partnerschaften der SPD-Bundestagsfraktion. Diese Arbeitsgruppe formulierte das ÖPP-Beschleunigungsgesetz unter starker Einbeziehung verschiedener Wirtschaftsexperten. Da dies nicht ohne Kritik blieb, mahnte er zu einem pragmatischen Umgang mit Lobbyismus. Von 2006 bis 2009 war Bürsch außerdem stellvertretender Sprecher der Fraktionsarbeitsgruppe Migration und Integration.
Bürsch ist 1997 über die Landesliste Schleswig-Holstein und danach stets als direkt gewählter Abgeordneter des Wahlkreises Plön – Neumünster in den Bundestag eingezogen. Bei der Bundestagswahl 2005 erreichte er hier 47,0 % der Erststimmen. Im Jahr 2009 ist er nicht wieder zur Wahl angetreten. In seinem Wahlkreis trat stattdessen Birgit Malecha an.

## Öffentliche Ämter
Von 1988 bis 1993 war Bürsch Staatssekretär im Ministerium für Bundes- und Europaangelegenheiten des Landes Schleswig-Holstein und Leiter der schleswig-holsteinischen Landesvertretung beim Bund.